# 소녀전쟁

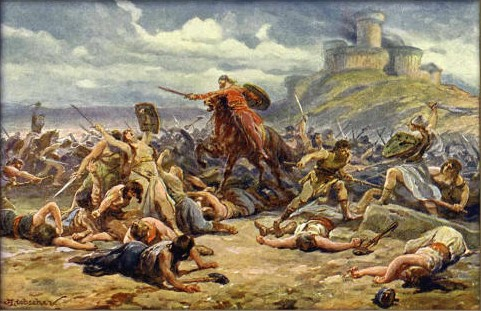

소녀전쟁(체코어: Dívčí válka)은 여자들이 남자들에 대항해 봉기했다는 보헤미아의 전설이다. 전설에 따르면 8세기에 일어난 사건이라 하며, 코스마스 프라슈스키의 『보헤미아 연대기』(12세기), 저자 미상의 『달리밀의 연대기』(14세기)에 전설이 채록되어 있다.

## 이야기
리부셰 여왕이 죽은 뒤, 블라스타라는 여자가 리부셰의 남편 프레미슬 공작에게 반(反)하여 봉기하고 데빈성을 쌓았다. 프레미슬 공작은 이를 경계했으나, 다른 남자들은 여자들을 비웃었다. 블라스타가 가장 아름다운 소녀들을 보내 남자들을 홀리게 했고, 데빈성까지 소녀들을 따라온 남자들을 쳐서 승리했다.
블라스타의 부관인 샤르카(Šárka)는 계책을 써서 스티라드(Ctirad)라는 남자가 이끄는 군대를 전멸시킨다. 그 경위는 이러한데, 샤르카가 나무에 스스로를 묶고, 스티라드에게 반란군 여자들이 자기를 묶어놓고 조롱하기 위해 봉밀주와 뿔나팔을 놓고 갔다고 했다. 스티라드가 그 말을 믿고 샤르카를 풀어주고, 샤르카는 고맙다고 남자들에게 봉밀주를 주었다. 봉밀주에는 수면제가 들어 있었고, 남자들이 모두 잠들자 샤르카가 뿔나팔을 불었다. 신호를 받은 여자들이 나와 스티라드를 제외한 남자들을 모두 쳐죽이고, 스티라드는 데빈성으로 끌려와 고문당한 끝에 죽었다. 이 일이 벌어진 곳이 지보카샤르카라고 한다.
이 소식을 들은 비셰흐라트의 남자들은 분개했고, 노상에서 보이는 여자마다 모두 두들겨패고 잡아 가두었다. 블라스타는 비셰흐라트를 공격하는 것으로 화답했으나, 패배했고 그 자신도 전사했다. 데빈성은 불탔고, 여자들의 독립도 끝났다.

## 같이 보기
- 여전사 목록